# Belgia na Letnich Igrzyskach Olimpijskich 1956
Belgię na Letnich Igrzyskach Olimpijskich 1956 reprezentowało 54  zawodników.

## Zdobyte medale
| Medal  | Zawodnik     | Dyscyplina | Konkurencja                |
| ------ | ------------ | ---------- | -------------------------- |
| Srebro | André Nelis  | Żeglarstwo | Klasa Finn                 |
| Srebro | Joseph Mewis | Zapasy     | Waga piórkowa (57 - 62 kg) |